# Lappers
Lappers är landsbygdsbeläget bosättningsområde i Sjundeå kommun, i det finländska landskapet Nyland.
Området är bebyggt av både nya och äldre egnahemshus. Sportplanen och den före detta butik- och postkontorsbyggnaden utgör byns innersta centrum. Byn är belägen vid korsningen av två viktiga trafikleder; Lappersvägen, som går från Virkby genom Lappers vidare mot Sjundeå Kyrkoby, och den södra ändan av Bäcksvägen, som leder upp via Lempans till södra Lojo. Landskapet består till största delen av åkrar och skogsområden. De närliggande områdena domineras av större lantbruksgårdar med tillhörande odlingsmarker. Bland sevärdheterna i byn finns: sportplanen i hjärtat av Lappers, Valbruna fabrikshall i den västra ändan av byn, och Västanlid föreningslokal ett tiotal meter in vid Bäcksvägen. Fårträsk simstrand ligger även endast några kilometer från byns centrum.

## Bilder

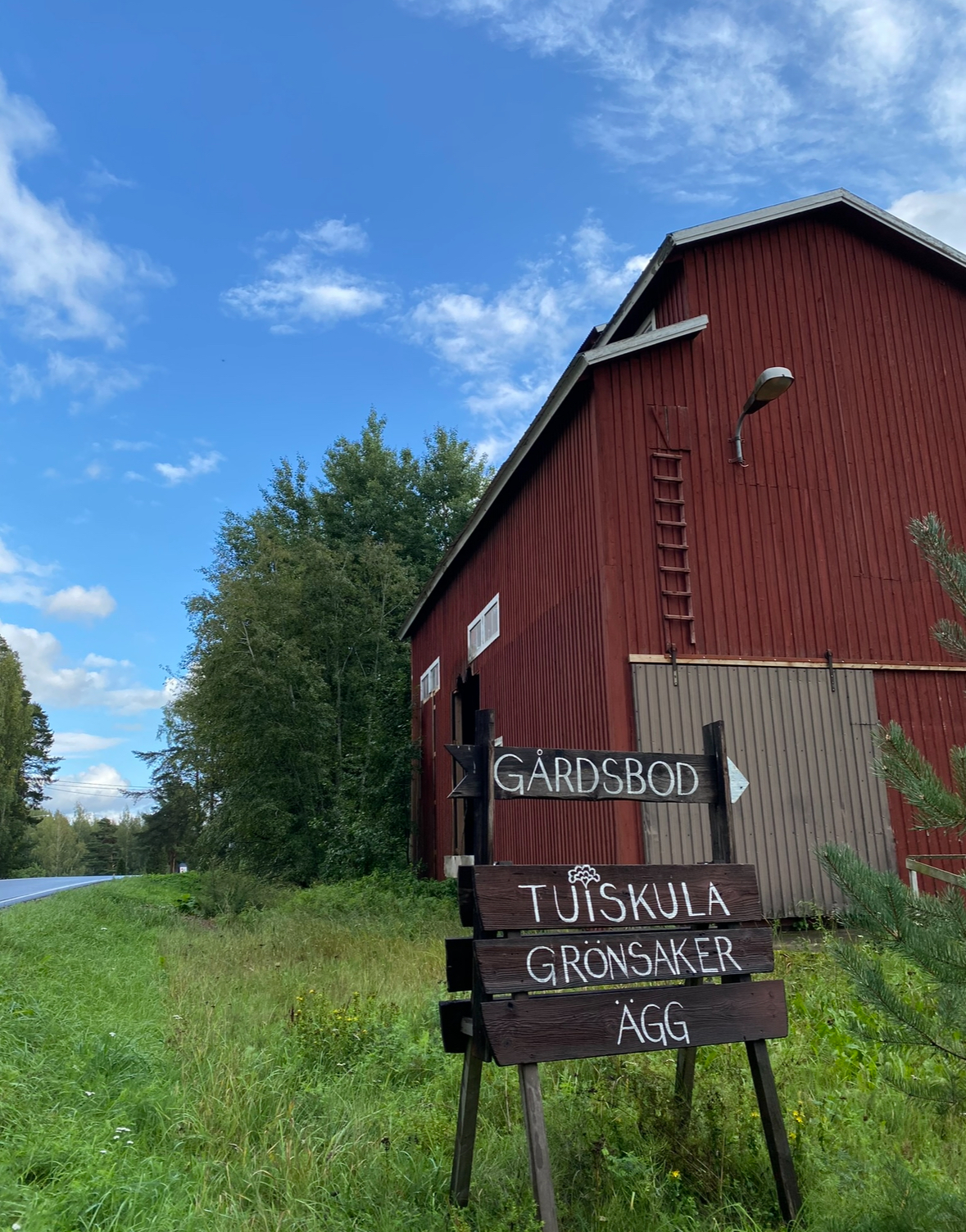
Lappers gårdsbod Tuiskula.
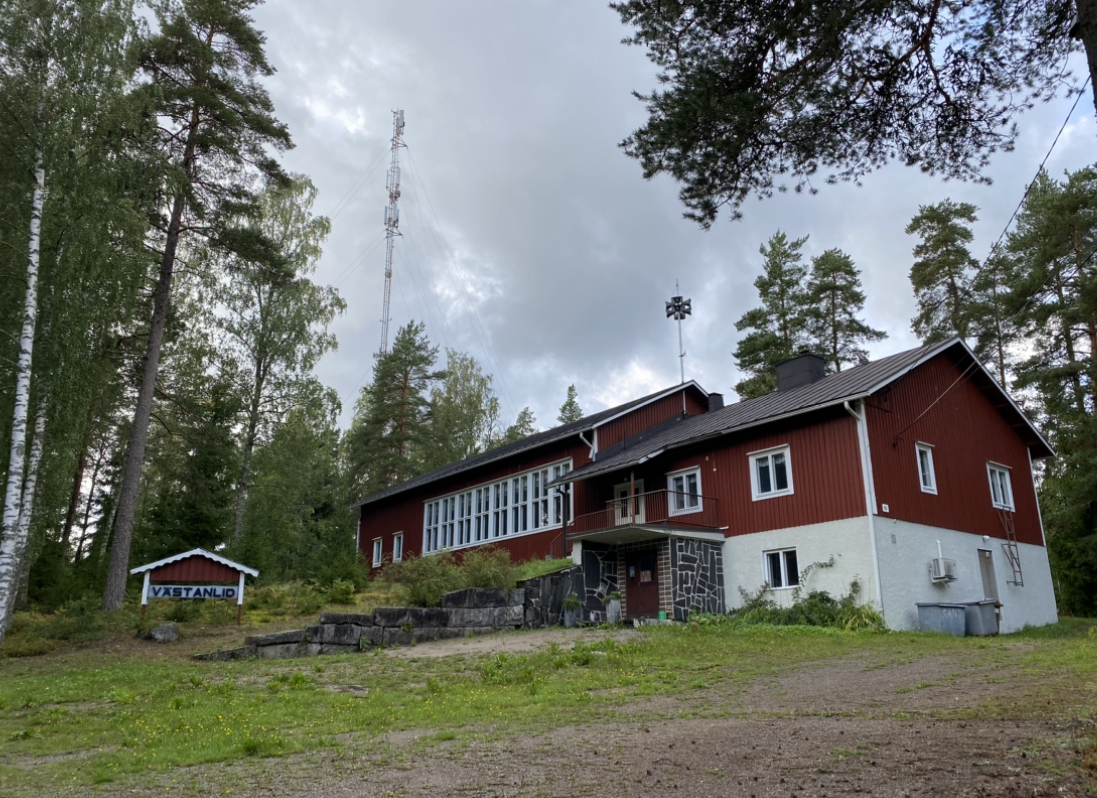
Västanlid föreningshus.